# Liste der Biografien/Cona
Liste der Biografien |
Portal Biografien |
Personensuche
# |
A |
B |
C |
D |
E |
F |
G |
H |
I |
J |
K |
L |
M |
N |
O |
P |
Q |
R |
S |
T |
U |
V |
W |
X |
Y |
Z |
?
 
Ca |
Cb |
Cc |
Ce |
Ch |
Ci |
Cj |
Ck |
Cl |
Cm |
Cn |
Co |
Cr |
Cs |
Ct |
Cu |
Cv |
Cw |
Cy |
Cz
 
Coa–Cod |
Coe–Cok |
Col |
Com |
Con |
Coo–Coq |
Cor |
Cos |
Cot |
Cou |
Cov |
Cow |
Cox |
Coy |
Coz
 
Cona |
Conb |
Conc |
Cond |
Cone |
Conf |
Cong |
Conh |
Coni |
Conj |
Conk |
Conl |
Conn |
Cono |
Conq |
Conr |
Cons |
Cont |
Conu |
Conv |
Conw |
Cony |
Conz
Die Liste der Biografien führt alle Personen auf, die in der deutschsprachigen Wikipedia einen Artikel haben. Dieses ist eine Teilliste mit 43 Einträgen von Personen, deren Namen mit den Buchstaben „Cona“ beginnt.

## Cona
- Cona, Luigi Roberto (* 1965), italienischer römisch-katholischer Geistlicher, Erzbischof und Diplomat des Heiligen Stuhls

### Conab
- Conable, Barber B. (1922–2003), US-amerikanischer Politiker und Präsident der Weltbank

### Conac
- Conacher, Brian (* 1941), kanadischer Eishockeyspieler, -trainer und -funktionär
- Conacher, Charlie (1909–1967), kanadischer Eishockeyspieler
- Conacher, Cory (* 1989), kanadischer Eishockeyspieler
- Conacher, Lionel (1902–1954), kanadischer Allroundsportler und Politiker
- Conacher, Pat (* 1959), kanadischer Eishockeyspieler, -trainer und -funktionär
- Conacher, Pete (1932–2024), kanadischer Eishockeyspieler
- Conacher, Roy (1916–1984), kanadischer Eishockeyspieler

### Conag
- Conaghan, Hugh (1926–2020), irischer Politiker (Fianna Fáil)
- Conaghan, Michael (* 1944), irischer Kommunalpolitiker

### Conah
- Conahan, Daniel (* 1954), US-amerikanischer SerienmörderDaniel Conahan (* 1954)

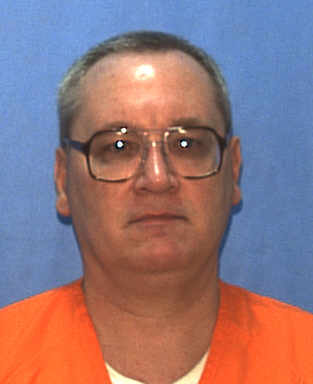
Daniel Conahan (* 1954)

### Conal
- Conall I., König des irisch-schottischen Reiches von Dalriada (etwa 558–574)
- Conall II. († 660), König von Dalriada

### Conan
- Conan I. († 992), Herzog von Bretagne
- Conan II. († 1066), Herzog von Bretagne
- Conan III. (1095–1148), Herzog von Bretagne, Graf von Nantes
- Conan IV. († 1171), Herzog von Bretagne
- Conan Meriadoc, erster Herzog der Bretagne
- Conan, Neal (1949–2021), US-amerikanischer Radiojournalist, Produzent und Korrespondent
- Conant, Abbie (* 1955), US-amerikanische Posaunistin, Professorin und Performerin
- Conant, Frederic (1892–1974), US-amerikanischer Segler
- Conant, Gordon Daniel (1885–1953), kanadischer Politiker und 12. Premierminister von Ontario
- Conant, James (* 1958), US-amerikanischer Philosoph
- Conant, James Bryant (1893–1978), US-amerikanischer Chemiker, Wissenschaftspolitiker und Diplomat
- Conant, Kenneth John (1894–1984), amerikanischer Kunsthistoriker
- Conant, Levi L. (1857–1916), US-amerikanischer Mathematiker
- Conant, Roger (1592–1679), englischer Kolonist in Nordamerika, Stadtgründer von Salem
- Conant, Roger (1909–2003), US-amerikanischer Zoologe

### Conar
- Conar, Roland (* 1973), deutscher Kickboxer
- Conard, John (1773–1857), US-amerikanischer Politiker
- Conard, Nicholas J. (* 1961), US-amerikanischer Prähistoriker

### Conat
- Conateh, Abdourahman (* 1978), gambischer Fußballspieler
- Conateh, Alieu (* 2006), gambischer Fußballspieler
- Conateh, Lamin (* 1981), gambischer Fußballspieler
- Conateh, Ousman B. (1937–2020), gambischer Unternehmer und Sportfunktionär
- Conateh, Swaebou (1944–2018), gambischer Journalist, Herausgeber und Lyriker
- Conaty, Roisin (* 1979), britische Schauspielerin, Komikerin und Autorin

### Conaw
- Conaway, Alexis (* 1996), US-amerikanische Volleyballspielerin
- Conaway, Herb (* 1963), US-amerikanischer Politiker (Demokratische Partei)
- Conaway, Jeff (1950–2011), US-amerikanischer SchauspielerJeff Conaway (1950–2011)

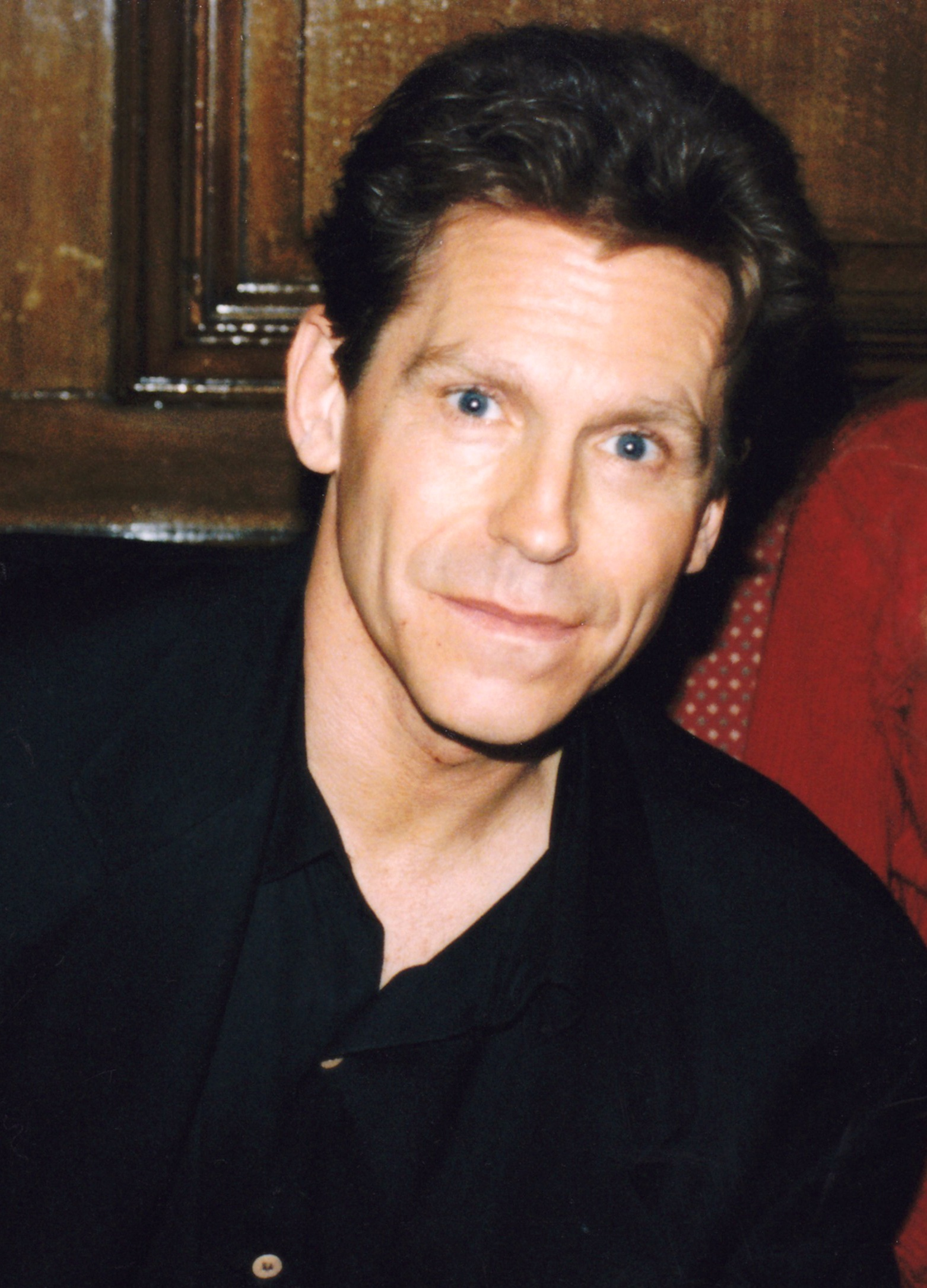
Jeff Conaway (1950–2011)

- Conaway, John B. (* 1934), US-amerikanischer Offizier, Generalleutnant der US Air Force
- Conaway, Mike (* 1948), US-amerikanischer Politiker